# Megarave Records
Megarave Records est un label discographique néerlandais de techno hardcore et gabber, dirigé par Rige Records, à la tête des labels de techno hardcore dans le monde. Megarave a accueilli dans son entreprise des artistes et groupes notoires tels que The Headbanger, Rotterdam Terror Corps, Bass-D and King Matthew, Partyraiser, Buzz Fuzz, Dione, Dr. Macabre et Paul Elstak.

## Histoire
Megarave Records est fondé en 1993. L'une des premières soirées organisées par le label a lieu le 3 juillet 1993 au Maasvlakte de Rotterdam. Ils en organisent encore une le 30 octobre 1993 au Energiehal, également à Rotterdam. En 1995, le tout premier vinyle du label Megarave, I'm a Gabber Baby des Hardheads, est publié, et emporte un franc succès notamment aux Pays-Bas. Megarave est passé maître dans l'art des sorties gabber les plus attendues du moment. Megarave est l'un des labels qui a démarré avec le genre early hardcore.
En juillet 2009, le label annonce un événement prévu pour le 5 septembre 2009, avec quatre types de line-up selon les genres musicaux proposés (early, mainstream). Megarave Records joue pour la première fois en France pendant la Techno Parade du 19 septembre 2009 à l'Élysée-Montmartre, à Paris.
Le 24 avril 2010, le label prépare une tournée à Montmartre, en France. À cette période, le producteur RoughSketch, encore novice du genre, est le tout premier japonais à faire ses débuts au label le 30 mars 2010, avec la sortie de son EP, Samurai Terrorist. 